# Claude Nollier
Claude Nollier (Paris, 12 de dezembro de 1919 - 12 de fevereiro de 2009) foi uma atriz francesa.